# Eris bulbosa
Eris bulbosa là một loài nhện trong họ Salticidae.
Loài này thuộc chi Eris. Eris bulbosa được Ferdinand Karsch miêu tả năm 1880.